# Merremia pavonii
Merremia pavonii är en vindeväxtart som först beskrevs av Hallier f., och fick sitt nu gällande namn av D.F. Austin och G.W. Staples. Merremia pavonii ingår i släktet Merremia och familjen vindeväxter. Inga underarter finns listade i Catalogue of Life.